# Jan Domarski
Jan Andrzej Domarski (Rzeszów, 1946. október 28. –), lengyel válogatott labdarúgó.
A lengyel válogatott tagjaként részt vett az 1974-es világbajnokságon.

## Sikerei, díjai
Lengyelország
- Világbajnoki bronzérmes (1): 1974